# Спорт у Таджикистані

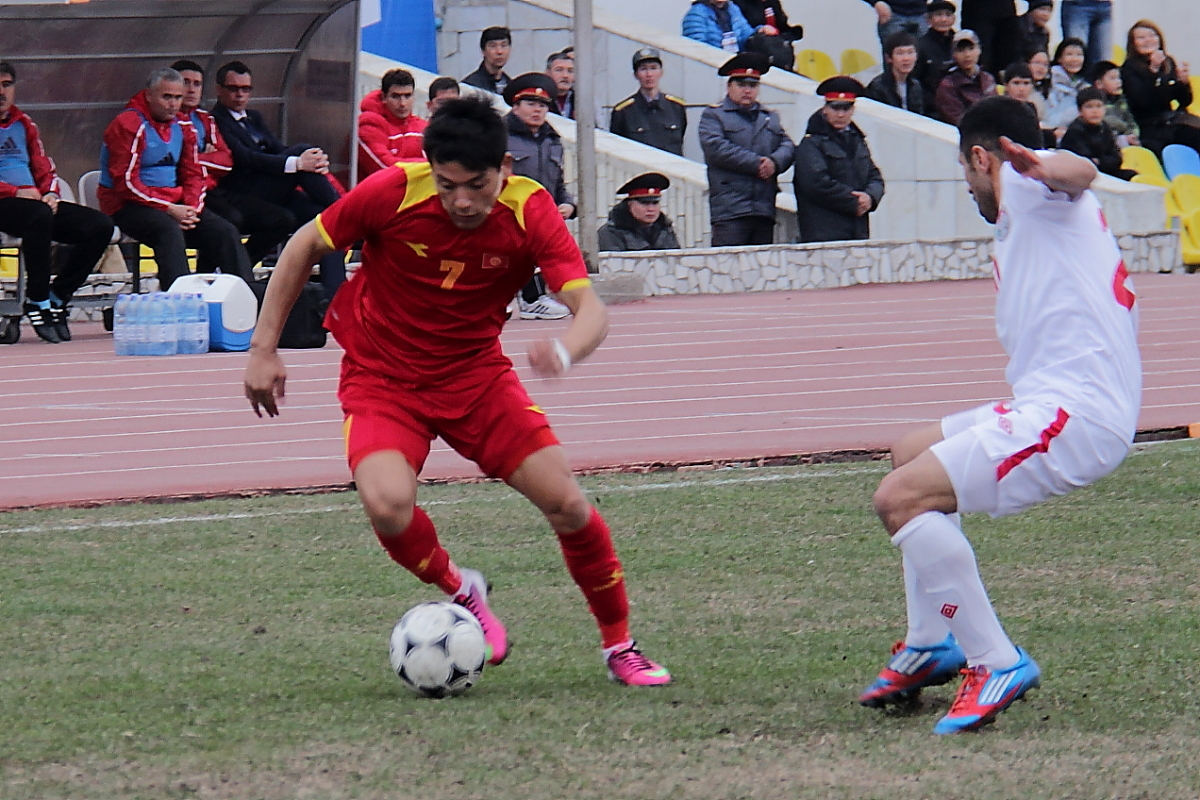
Футбол на головному стадіоні Таджикистану «Памір»

Спорт у Таджикистані — один з пріоритетних і найбільш затребуваних видів діяльності в цій державі. Закон Республіки Таджикистан № 243 від 5 березня 2007 року про фізичну культуру і спорт встановлює і регулює правові, організаційні та соціально-економічні основи, які забезпечують діяльність в галузі фізичної культури і спорту в країні.

## Основні поняття
Відповідно до закону «Про фізичну культуру і спорт в Республіці Таджикистан», в основні поняття входять:
|  | — спорт — один із основ фізичної культури, який сформувався у формі спеціальної практичної подготовки людини до змагань з метою досягнення спортивних результатів; — аматорський-спорт — багатогранний, масовий спортивний рух, як органічна частина системи фізичного виховання громадян і виявлення перспективних і талановитих спортсменів в різних видах спорту; — професійний спорт — професійна спортивна діяльність фізичної, чи юридичної особи, які беруть участь в спортивних змаганнях з метою досягнення високих спортивних результатів та отримання прибутку; — спортсмен-аматор — спортсмен, який систематично займається обраним видом спорту чи фізичними вправами, беручи добровільну участь в спортивних змаганнях чи той, хто виконує розрядні нормативи згідно з вимогами Єдиної спортивної класифікації чи республіканським нормативам комплексу «Фізична культура та здоров'я»; — спортсмен-професіонал — спортсмен, для якого заняття спортом є основним видом діяльності і який отримує, згідно з контрактом, заробітню плату чи іншу грошову винагороду за підготовку до спортивних змагань та участь у них . |

## Коротка історія
Період СРСР
Історія спорту в Таджикистані починається з квітня 1925 року. Душанбинський військово-спортивний клуб при військовому гарнізоні почав запрошувати військових спортсменів з міст Курган-Тюбе, Термез і Куляб. В програму змагань входили кінний спорт і військово-прикладні види спорту. Вперше захід по пропаганді фізичної культури і спорту серед населення Душанбе проводили у вигляді спортивного свята, що відбувся з нагоди дня проголошення Таджицької АРСР 15 березня 1925 року.
Перший спортивний об'єкт в Душанбе, стадіон «Спартак», був побудований в 1930 році. У 1932 році був введений в експлуатацію стадіон «Динамо». У 1939 році було розпочато будівництво Республіканського стадіону імені М. В. Фрунзе, але будівельні роботи були припинені з початком Великої Вітчизняної війни. У 1946 році була побудована західна трибуна на 5 тисяч місць. Тільки в 1962 році була завершена повна реконструкція стадіону на 21 400 місць.
«Федерація пропаганди фізичної культури і спорту Таджицької РСР» була створена в 1962 році, головою її став Амінджон Шукухі — відомий таджицький поет. Його заступником був обраний Михайло Левін — заступник голови Спілки письменників і голова Федерації республіканського футболу.
Республіканський плавальний басейн з підігрівом води був зданий в експлуатацію в 1971 році. Територія спортивного комплексу на сьогоднішній день займає понад 20 га землі. Тут знаходяться: басейн «Ҳавзи шиноварии ҷумҳуриявӣ», зал ручних ігор і Палац тенісу.
Період незалежного Таджикистану

## Популярні види спорту
Найпопулярніший вид спорту в Таджикистані — це національна боротьба (тадж. гуштинг), яка об'єднує такі види як самбо, дзюдо і вільна боротьба.
- Боротьба — представник Юсуп Абдусаломов
- Дзюдо — представник Расул Бокієв
- Самбо — представник Азалшо Олімов, майстер спорту СРСР, перший чемпіон СРСР і Європи з самбо з Середньої Азії, Саідмумін Рахімов

Не менш популярним видом спорту в країні є тхеквондо ITF. Мірсаід Ях'я, володар чорного поясу VIII   дана, є засновником і президентом Національної федерації тхеквондо і кікбоксингу (НФТіК). За 20 років роботи в НФТіК було підготовлено: 36 чемпіонів світу; 4 заслужених тренери Республіки Таджикистан; 10 заслужених майстрів спорту Республіки Таджикистан; 35 майстрів спорту міжнародного класу; понад 100 майстрів спорту Республіки Таджикистан  .

## Міжнародні змагання
- Міжнародні змагання з альпінізму (2012)[5].
- Міжнародні змагання з вітрильного спорту (2014)[6].
- Чемпіонат світу серед юніорів з тхеквондо ITF (2014)[7][8].

## Олімпійські ігри
З 1952 року таджицькі спортсмени виступали за збірну СРСР, а на літніх Олімпійських іграх 1992 року входили до складу Об'єднаної команди. Як суверенна держава, Таджикистан вперше виступив на літній Олімпіаді в 1996 році і з тих пір брав участь у всіх літніх Іграх.
Спортсмени Таджикистану тричі брали участь в зимових Олімпіадах.